# Івановка (Зіанчуринський район)
Іва́новка (рос. Ивановка, башк. Иванока) — присілок у складі Зіанчуринського району Башкортостану, Росія. Входить до складу Тазларовської сільської ради.
Населення — 3 особи (2010; 6 в 2002).
Національний склад:
- росіяни — 56%
- азербайджанці — 33%